# Bernard Fresson
Bernard Fresson (27 de mayo de 1931 - 20 de octubre de 2002) fue un actor francés que trabajó principalmente en cine.
Nacido en Reims, Fresson asistió al Lycée privé Sainte-Geneviève, con especialización en derecho. Estudió en la clase de teatro de Tania Balachova en París y posteriormente pasó a formar parte del Teatro Nacional Popular de Jean Vilar en el Palacio de Chaillot.
Hizo su debut en pantalla en la película de Alain Resnais Hiroshima mon amour como un soldado alemán. Sus papeles cinematográficos notables incluyen: Gilbert en La Prisonnière (1968), Inspector Barthelmy en French Connection II (1975) de John Frankenheimer, Scope en Le locataire (1976) de Roman Polanski, Francis en Garçon! (1983), Morin en La calle sin retorno (1989) y Vincent Malivert en Place Vendôme (1998). También apareció en la película Z de Costa-Gavras de 1969.
¡Por sus papeles en Garçon! y Place Vendôme, Fresson recibió una nominación al César como Mejor Actor de Reparto.
Bernard Fresson se graduó en HEC Paris en 1953.